# Amelia van Bourbon

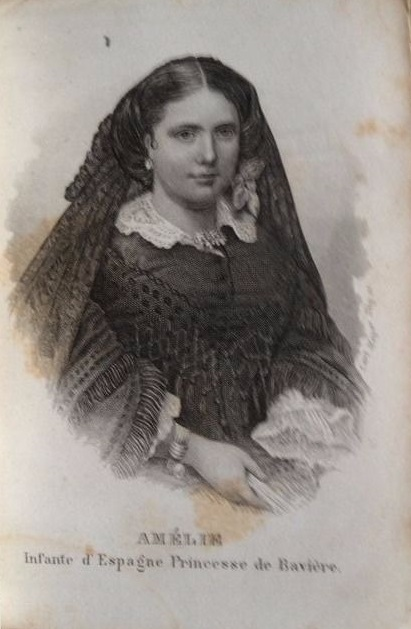
Amalia del Pilar van Bourbon

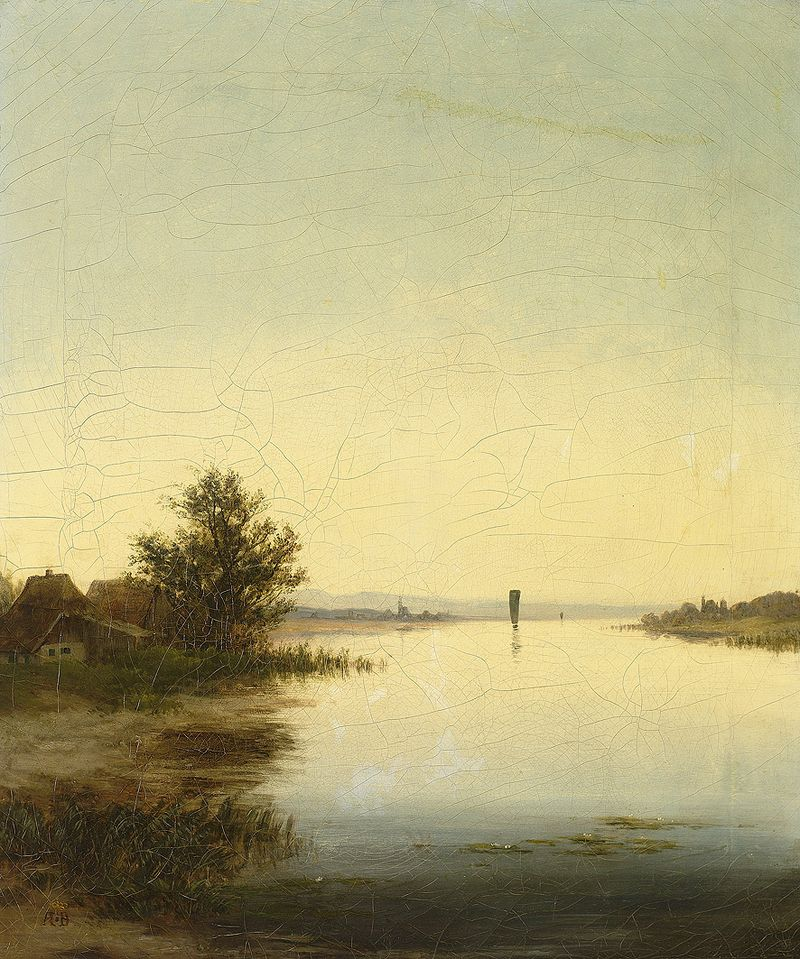
Schilderij van Amelia van de Chiemsee

Ámelia Filipina del Pilar Blasa Bonisa Vita Rita Lutgard Romana Judas Tadea Alberta Josefa Ana Joaquina Los Doce Apostolicos Bonifacia Domenica Bibiana Veronica del Pilar van Bourbon (Madrid, 12 oktober 1834 - München, 27 augustus 1905) was een infante van Spanje.
Zij was de jongste dochter van Francisco de Paula van Bourbon en diens vrouw Louise Charlotte van Bourbon-Sicilië, en een kleindochter van koning Karel IV van Spanje (vaderzijds) en van Frans I der Beide Siciliën (moederzijds).
Op 25 augustus 1856 trad ze zelf in het huwelijk met Adalbert Willem van Beieren, een zoon van koning Lodewijk I van Beieren en diens vrouw Theresia van Saksen-Hildburghausen. Samen met haar man bekeerde ze zich tot de Oosters-orthodoxe Kerk, omdat haar zwager Otto koning van Griekenland was en zij in aanmerking zouden komen voor de Griekse troon, mocht Otto kinderloos sterven.
Amelia was een niet onverdienstelijk amateur-schilder.
Het paar kreeg vijf kinderen:
- Lodewijk Ferdinand (22 oktober 1859-23 november 1949), huwde met Maria de la Paz van Spanje (23 juni 1862-4 december 1946)
- Alfons (24 januari 1862-9 januari 1933), huwde met Louise Victoria van Alençon (19 juli 1869–4 februari 1952)
- Isabella Marie Elisabeth (31 augustus 1863-26 februari 1924), huwde met Thomas van Savoye (6 februari 1854-15 april 1931)
- Elvira (22 november 1868-1 april 1943), huwde met Rudolf Graaf van Wrbna-Kaunitz-Rietberg-Questenberg en Freudenthal (1864-1924)
- Clara (1874-1941)